# Frauensportverein Gütersloh 2009
Il Frauensportverein Gütersloh 2009, citato anche nella sua forma contratta FSV Gütersloh 2009 e più semplicemente FSV o Gütersloh, è un club di calcio femminile tedesco con sede nella città di Gütersloh, nella Renania Settentrionale-Vestfalia. Milita nella 2. Frauen-Bundesliga, secondo livello del campionato tedesco femminile di calcio.
Costituito nel 2009 come club autonomo dopo la separazione della sezione femminile del Fußball-Club Gütersloh 2000, dalla sua istituzione tranne che la sua unica stagione nel campionato di massimo livello, l'edizione 2012-2013 della Frauen-Bundesliga prima di retrocedere subito nella serie cadetta, raggiungendo inoltre in numerose occasioni i quarti di finale in Coppa di Germania.

## Organico

### Rosa 2021-2022
Rosa, ruoli e numeri di maglia come da sito ufficiale, aggiornati al 13 ottobre 2021.
| N. |                     | Ruolo | Calciatrice        |
| -- | ------------------- | ----- | ------------------ |
| 1  | Germania (bandiera) | P     | Isabell Mischke    |
| 2  | Germania (bandiera) | D     | Carolin Burkert    |
| 3  | Germania (bandiera) | D     | Elina Büttner      |
| 4  | Germania (bandiera) | D     | Jacqueline Manteas |
| 6  | Germania (bandiera) | D     | Pamela Jahn        |
| 7  | Germania (bandiera) | C     | Melanie Schuster   |
| 8  | Germania (bandiera) | C     | Lisa Gomulka       |
| 9  | Germania (bandiera) | A     | Celina Baum        |
| 11 | Germania (bandiera) | A     | Isabelle Wolf      |
| 13 | Germania (bandiera) | C     | Demi Pagel         |
| 14 | Germania (bandiera) | C     | Noreen Günnewig    |
| 15 | Germania (bandiera) | C     | Marina Hermes      |

| N. |                     | Ruolo | Calciatrice        |
| -- | ------------------- | ----- | ------------------ |
| 16 | Germania (bandiera) | A     | Lena Strothmann    |
| 17 | Germania (bandiera) | A     | Shpresa Aradini    |
| 18 | Germania (bandiera) | D     | Josefine Neß       |
| 19 | Germania (bandiera) | C     | Ronja Leubner      |
| 20 | Germania (bandiera) | A     | Jennifer Moses     |
| 21 | Germania (bandiera) | C     | Paula Reimann      |
| 22 | Germania (bandiera) | A     | Pauline Berning    |
| 23 | Germania (bandiera) | D     | Maren Tellenbröker |
| 24 | Germania (bandiera) | D     | Lilly Stojan       |
| 25 | Germania (bandiera) | A     | Annalena Rieke     |
| 26 | Germania (bandiera) | P     | Sarah Rolle        |
| 30 | Germania (bandiera) | P     | Maja Przybilla     |